# Asystasia lindauiana
Asystasia lindauiana là một loài thực vật có hoa trong họ Ô rô. Loài này được Hutch. & Dalziel mô tả khoa học đầu tiên năm 1931.